# Бежи!
Бежи (енгл. Get Out) је амерички дебитантски хорор филм редитеља и сценаристе Џордана Пила из 2017. године. Данијел Калуја, који глуми Криса, је црнац који открива узнемирујућу тајну приликом упознавања родитеља своје девојке белкиње (Алисон Вилијамс у улози Роуз).
"Бежи!" је премијерно приказан 23. јануара 2017. на Санденс филмском фестивалу, а у биоскопе пуштен 24. фебруара 2017. од стране Јуниверсал пикчерса. Достигао је светску зараду од 255 милиона америчких долара долара, премда је буџет износио 4,5 милиона, чинећи укупну нето зараду од 124 милиона. Тиме је постао десети најпрофитабилнији филм у 2017. години.
Критичари су похвалили сценарио, продукцију, изведбе и сатиричну тему. Проглашен је једним од десет најбољих филмова 2017. године од стране Националног одбора за рецензију филмова, Америчког филмског института и магазина Тајм. На деведесетој додели Оскара, номинован је за четири награде, а однео победу у категорији најбољи оригинални сценарио. Такође је номинован за следеће награде:
- Награда за избор од стране критичара - 5 номинација
- Златни глобус - 2 номинације
- BAFTA - 2 номинације

## Радња
Крис Вашингтон попушта под притиском своје девојке Роуз Армитиџ и заједно одлазе у посету њеним родитељима, након четири месеца колико су у вези. Крис је од почетка несигуран због упознавања родитеља јер га брине њихов став о Афро-Американцима. Роуз га разуверава, говорећи му да сигурно не би предложила тако нешто да су њени родитељи расисти.
Сам први утисак који Крис стиче уласком на имање није најсрећнији. Наиме, и баштован и кућна помоћница су Афро-Американци, што у њему одмах буди сумњу. Али гледано из другог угла, њена породица се чини пријатно и идилично па он покушава да се одагна осећаја да нешто није у реду. Ту сазнаје да је Дин, Роузин отац, неурохирург, а мајка Миси хипнотарапеут, која му говори да може да му помогне да се одвикне од цигарета, јер је то исто учинила за свог мужа. Након сесије хипнозом коју врши звучно-визуелно, мешајући кашичицом обод шољице чаја, наређује му да "потоне". Крис се одједном проналази у црнилу лебдећи никуда, док оно што би требало да види очима посматра кроз удаљени екран. Тада се напрасно буди и помишља да је све сањао, мада примећује да му се сада цигарете гаде.
Наредни дан обележава скуп гостију у кући Армитиџових, где Роуз све рођаке и кућне пријатеље упознаје са својим новим дечком. Крис у групици људи примећује момка, Логана Кинга, који је једини Афро-Американац и прилази му да разговарају јер се осећа пријатније. Међутим, примећује неколико ствари: Логан је био у присуству доста старије жене која га је одвукла од разговора са њим; одећа коју носи је прилично застарела; а његово понашање је било врло чудно и доста га је подсећало на понашање баштована и кућне помоћнице. Поврх свега, у једном тренутку на забави долази до кулминације. Пошто се Крис иначе бави фотографијом, одлучио је да испуни своје време фотографисањем гостију па и Логана Кинга. Али оног тренутка када се укључио блиц, Логан почиње хистерично да насрће на Криса и говори му да бежи одатле. Миси и Дин га одводе у собу да га смире и свима говоре да је у питању напад епилепсије.
Крис схвата да се нешто заиста чудно дешава и жели да се врати кући. Видевши колико је узнемирен, Роуз то прихвата и почињу да се пакују како би отишли. У међувремену, Крис шаље слику Логана свом другу Роду Вилијамсу који одлази у полицију да пријави читаву ситуацију јер је сазнао да је право име Логана заправо Андре Хејворт и да се већ неко време води као нестала особа. Инспекторка којој се обратио исмева његову теорију да Армитиџи киднапују Афро-Американце да би им служили као робови и не ради ништа о том питању.
Крис у току паковања ствари проналази кутију у којој се налазе Роузине слике са вртларом и кућном помоћницом и схвата да шта год да није у реду са том породицом, то се односи и на његову девојку. У том тренутку Миси хипнотише Криса и он се буди у подруму везан каишевима за фотељу.
На телевизору који се налази испред њега почиње филм који објашњава да Дин врши трансплантацију мозга, омогућавајући белцима да контролишу тело Афро-Американаца, они остају "утопљени" и задржавају своју свест али су заробљени у свом телу.
Крис успева да се ослободи хипнозе са телевизије тако што чупа сунђер из фотеље и запушава уши. Убија Роузине родитеље и брата, улази у кола и бежи али успут удара кућну помоћницу. У жељи да јој помогне, ставља је у кола ни не знајући да њено тело контролише Роузина баба, која изазива судар купујући време Роуз која долази са вртларом и заједно нападају Криса. Баба гине у колима а вртлар обара Криса, међутим он укључује блиц на телефону и вртлар се окреће и пушком рањава Роуз док себе убија.
У последњој сцени Крис дави Роуз али одустаје кад види да се приближавају полицијска кола у коме долази његов пријатељ Род. Роуз умире.

## Главне улоге
| Глумац              | Улога                    |
| ------------------- | ------------------------ |
| Данијел Калуја      | Крис Вашингтон           |
| Алисон Вилијамс     | Роуз Армитиџ             |
| Кетрин Кинер        | Миси Армитиџ             |
| Бредли Витфорд      | Дин Армитиџ              |
| Кејлеб Ландри Џоунс | Џереми Армитиџ           |
| Стивен Рут          | Џим Хадсон               |
| Лакит Станфилд      | Ендру Хејворт/Логан Кинг |
| Лил Рел Хауери      | Род Вилијамс             |
| Ерика Александер    | детективка Латоја        |
| Маркус Хендерсон    | Волтер/Роман Армитиџ     |
| Бети Габријел       | Џорџина/Меријен Армитиџ  |
| Ричард Херд         | Роман Армитиџ            |

## Продукција
"Бежи!" је продукцијски деби Џордана Пила, који је претходно радио на комедијама, укључујући скеч шоу Ки и Пили. Он сматра да су хорор и комедија слични жанрови. Филм The Stepford Wives (1975) му је послужио као инспирација за који каже:"то је хорор са примесама сатире." Будући да се филм бави расизмом Пили истиче да је прича врло лична иако наводи да:"брзо скреће са аутобиографског елемента."
Главни глумци Данијел Калуја и Алисон Вилијамс су изабрани новембра 2015. године а остали између децембра 2015. и фебруара 2016.
"Део са забавом је пресудан у мојој одлуци да глумим у овом филму, јер сам већ био на таквим забавама,"- каже Калуја за Лос Анђелес тајмс. "Крис је дечко кога сви знају, добар дечко из школе или из комшилука."
Вилијамс каже да је добила улогу зато што Роуз треба да буде неко коме ће људи лако веровати:"Тражила сам улогу која би претворила у оружје све оно што људи узимају здраво за готово." Вилијамс такође примећује да белци често погрешно тумаче њен лик. "Сви кажу да је и она била хипнотисана. И ја увек одговарам са :"Не! Она је само зла. Зашто не можете то да прихватите?! Она је лоша. Приказали смо вам то на толико начина. Девојка има слике људи које је уништила, на зиду своје собе. То је лудило!" Али људи и даље говоре:"Можда је и она жртва." И ја одвраћам:"НЕ!Не!" Кажем вам, сто посто белаца који су ми пришли рекли су ми то."
Сцена у којој Роуз пије млеко док тражи потенцијалне жртве додаје елемент језе њеном лику. Песма која је коришћена у тој сцени "(I've Had) The Time of My Life" осликава Роузину емотивну отуђеност. "Постоји нешто бизарно у вези са млеком", каже Пили. "Размислите о томе. Млеко је одвратно."
Снимање је почело 16.02.2016. Одвијало се у Ферхоуопу, Алабами три недеље и то у Бартон академији и у Мобилу, Алабами у Ашланд историјском дистрикту. Завршено је после 23 дана.
Лил Рел Ховери каже да је алегорични симболизам у филму снажно укорењен у страху који су у прошлости претрпели Афроамериканци. "Да будем искрен, сеже још од периода мог одрастања. Сегрегација је створила ово, приче о људима као што је Емет Тил. То је историја, луде ствари су се дешавале које ће људи улепшавати и преносити са колена на колено."
Пили је био забринут о томе да ли ће филм бити успешан. "Шта ако белци и Афро-Американци не буду желели да заједно гледају филм, било због тога што су једни приказани као негативци, било због тога што су други приказани као жртве." - рекао је за Лос Анђелес тајмс.

### Алтернативни завршеци
У оригиналном крају филма, Крис је ухапшен у тренутку када је покушавао да удави Роуз. Уместо спашавања, Род га посећује у затвору како би сазнао више података о Армитиџовима ради даљег истраживања, али Крис тврди да их је зауставио. Пили је намеравао да овај крај прикаже стварну слику расизма. Међутим, одлучује се за срећан завршетак.
У другом могућем завршетку Род долази на имање и проналази Криса, дозива га именом али он одговара: "Уверавам те да не знам кога тражиш."

### Музика
Мајкл Ејблс је компоновао музику за филм за коју је Пили желео да звучи као: "удаљени гласови црнаца". То је био изазов, јер како он каже: "афроамеричка музика има у себи призвук наде." Али истовремено је желео да избегне вуду мотиве. Крајњи продукт су чинили свахили гласови са примесама блуза. Свахили фраза "Sikiliza Kwa Wahenga" значи: "слушај своје претке", што указује ономе што слуша: "Нешто лоше долази, бежи!"

## Теме
Филм приказује да се не скреће довољно пажње на однос несталих Афро-Американаца и несталих белкиња. Иако чине 13% популације Америке, такође чине 34% несталих на тој територији. То је реалност која настаје под утицајем расних и социоекономских фактора што доводи до тога да су животи Афро-Американаца значајно мање вредни од живота белаца.
Пили је написао Роузин лик као верзију ликова који се појављују као једини позитивни у мору негативних. Вилијамс истиче да Роуз није жртва хипнозе нити Стокхолмског синдрома, само је једноставно зла.

## Одзив публике

### Бокс офис
"Бежи!" је зарадио 176 милиона америчких долара у САД и Канади, а 79,4 милиона у остатку света чинећи укупну зараду од 255,5 милиона, у односу на буџет филма који је износио 4,5 милиона. Нето профит је био 124,8 милиона, што сврстава овај филм у десет најпрофитабилнијих у 2017. години.
У Северној Америци је приказан 24.02.2017. и очекивана зарада је била 20-25 милиона из 2,773 биоскопа у првој недељи. Почео је са 10,8 милиона само првог дана и достигао 33,4 милиона у првом бокс офису. 34% гледалаца првог викенда били су афроамериканци, а 35% белци. Џорџија је била најпрофитабилнија на тржишту. Другог викенда, други бокс офис је достигао 28,3 милиона, а био је приказиван кад и "Логан" (88,4 милиона). Износ зараде хорор филмова у овом периоду опадне за најмање 60%, док је у овом случају пад износио свега 15,4% чинећи га натпросечним. У трећој недељи је достигао 21,1 милион, са падом од 25%.
Марта 2017. године, три недеље након премијере достиже зараду од 100 милиона, чиме је Пили постао први афроамерички сценариста/продуцент који је то успео у свом дебитантском филму. 08.04.2017.
"Бежи!" је филм са највећом зарадом базиран на оригиналном сценарију у историји Холивуда, побеђујући рекорд који је две деценије држао филм "Вештица из Блера"(140,5 милиона).

### Критика
На Rotten Tomatoes има одобрење 99% на основу 313 коментара и просечну оцену 8.3/10. Критички консензус гласи: "Забаван, страшан и промишљен, "Бежи!" беспрекорно обликује оштру друштвену критику у бриљантно ефективну и забавну хорор-комичну вожњу." Ово је један од десет филмова чији је рејтинг 99%(шест филмова) или 100%(три филма) гледано у односу на сто или више коментара(имао је 100% одобрења након 139 коментара). Такође је и један од најбоље оцењених филмова 2017. године. На Metacritic достиже рејтинг 84/100 на основу 48 критика, стичући "универзално признање". CinemaScore даје оцену од А- до А+, док је PostTrak у 84% случајева дао позитивну оцену, а у 66% "дефинитивну препоруку".
Ричард Ропер му даје 3.5 звездице истичући: "Главна звезда филма је Џордан Пили, који је приказао разне нивое расизма стварајући креативан прилаз својим јединственим визуелним стилом." Кит Фипс ( Uproxx ) похваљује глумачку екипу и продуцента: "Он доноси техничку вештину какву само могу мајстори хорора. Узбудљиво финале филма у којем климаксно расте опасност стварајући неугодну атмосферу и преокрет када сазнајемо шта се заиста дешава, говори да је Пили тек почео. Мајк Роугеу ( IGN ) даје оцену 9/10" и пише: "Целокупно путовање кроз сваки напет разговор и шокантне акте насиља, чине се заслуженим." Rolling Stone даје оцену 3.5/4, a Forbes га назива "модерним америчким хорор класиком."
Армонд Вајт (National Review) даје негативну критику називајући га "филмом за белце" и "Обаминим филмом за фанове Тарантина". Рекс Рид (New York Observer) га сврстава у своју листу најгорих 10 филмова 2017. године говорећи у интервјуу:"Не занима ме чак и ако сви Афро-Американци постану роботи." Писац веб сајта Sunday Morning примећује да Рид није схватио о чему се ради у филму и да ту грешку понавља критикујући и друге филмове.

### Признања
На деведесетој додели Оскара, "Бежи!" је добио четири номинације: Оскар за најбољи филм, Оскар за најбољег режисера, Оскар за најбољи оригинални сценарио, Оскар за најбољег глумца у главној улози. Пили је постао трећа особа (после Ворена Битија и Џејмса Брукса) која је освојила Оскар за најбољи филм, Оскар за најбољег режисера, Оскар за најбољи оригинални сценарио за дебитантски филм, а први Афро-Американац који је освојио Оскара за најбољи оригинални сценарио (а четврти који је номинован поред Џона Синглетона, Спајк Лија и Сузане де Пасе).
На седамдесет и петој додели Златног глобуса, "Бежи!" је имао две номинације: Златни глобус за најбољи играни филм (мјузикл или комедија) и Златни глобус за најбољег глумца у играном филму (мјузикл или комедија).
Остале награде које је филм добио су: Најбољи страни филм на додели награда за Британски независни филм и Најбољи продуцент.
У интервјуу за The Playlist, Пили је је рекао да има идеје за наставак филма.